# Котешка лапа
„Котешка лапа“ (на английски: Cat's Paw) е американски анимационен филм от поредицата „Шантави рисунки“, създаден от режисьора Робърт МакКимсън през 1959 година.

## Сюжет
Котаракът Силвестър отива в планината на лов за птици заедно със сина си, Силвестър Младши. Младо орле се оказва непосилна плячка за непохватния Силвестър и го накълвава почти до смърт. Засрамен от случилото се с баща му, малкият котарак нахлузва хартиена торба на главата си и си тръгва.

## В ролите
Персонажите във филма са озвучени с гласовете на:
- Мел Бланк като Силвестър и Силвестър Младши